# Christophe Rocher
 (septembre 2022).
Si vous disposez d'ouvrages ou d'articles de référence ou si vous connaissez des sites web de qualité traitant du thème abordé ici, merci de compléter l'article en donnant les références utiles à sa vérifiabilité et en les liant à la section « Notes et références ».
 (septembre 2022).
La mise en forme du texte ne suit pas les recommandations de Wikipédia : il faut le « wikifier ».
Les points d'amélioration suivants sont les cas les plus fréquents. Le détail des points à revoir est peut-être précisé sur la page de discussion.
- Les titres sont pré-formatés par le logiciel. Ils ne sont ni en capitales, ni en gras.
- Le texte ne doit pas être écrit en capitales (les noms de famille non plus), ni en gras, ni en italique, ni en « petit »…
- Le gras n'est utilisé que pour surligner le titre de l'article dans l'introduction, une seule fois.
- L'italique est rarement utilisé : mots en langue étrangère, titres d'œuvres, noms de bateaux, etc.
- Les citations ne sont pas en italique mais en corps de texte normal. Elles sont entourées par des guillemets français : « et ».
- Les listes à puces sont à éviter, des paragraphes rédigés étant largement préférés. Les tableaux sont à réserver à la présentation de données structurées (résultats, etc.).
- Les appels de note de bas de page (petits chiffres en exposant, introduits par l'outil «  Source ») sont à placer entre la fin de phrase et le point final[comme ça].
- Les liens internes (vers d'autres articles de Wikipédia) sont à choisir avec parcimonie. Créez des liens vers des articles approfondissant le sujet. Les termes génériques sans rapport avec le sujet sont à éviter, ainsi que les répétitions de liens vers un même terme.
- Les liens externes sont à placer uniquement dans une section « Liens externes », à la fin de l'article. Ces liens sont à choisir avec parcimonie suivant les règles définies. Si un lien sert de source à l'article, son insertion dans le texte est à faire par les notes de bas de page.
- La présentation des références doit suivre les conventions bibliographiques. Il est recommandé d'utiliser les modèles {{Ouvrage}}, {{Chapitre}}, {{Article}}, {{Lien web}} et/ou {{Bibliographie}}. Le mode d'édition visuel peut mettre en forme automatiquement les références.
- Insérer une infobox (cadre d'informations à droite) n'est pas obligatoire pour parachever la mise en page.

Pour une aide détaillée, merci de consulter Aide:Wikification.
Si vous pensez que ces points ont été résolus, vous pouvez retirer ce bandeau et améliorer la mise en forme d'un autre article.
Christophe Rocher est un clarinettiste, compositeur français né le 26 octobre 1967, fondateur de l’Ensemble Nautilis,.

## Biographie
Formé au conservatoire de Clichy, puis au fil de ses jeunes années par des musiciens tels que Jacques Di Donato, Fabrizio Cassol et Steve Coleman, Christophe Rocher,, est aujourd’hui un clarinettiste reconnu pour ses textures sonores et ses mélodies complexes, et par ailleurs un compositeur de jazz original et novateur.
Il obtient en 1991 un diplôme d’ingénieur en Intelligence Artificielle, qui lui a permis, tout au long de sa carrière, de développer un regard particulier dans le lien entre musiques et univers des sciences.
Il a collaboré avec des figures marquantes du jazz et de la musique improvisée en France, en Europe et aux États-Unis. Il développe depuis le début de sa carrière une vision constructive de la place des musiques créatives dans nos sociétés contemporaines en agissant tant comme artiste que comme créateur d’événements (Atlantique Jazz Festival, Festival Les Luisances, le dispositif d'échanges internationaux ARCH).
Depuis 2012, il assure la direction artistique de l'Ensemble Nautilis. Il vit à Brest.

## Créations musicales

### En tant que directeur artistique
- L’Art Ensemble of Brest :  fanfare expérimentale, créée pour le Quartz, Scène Nationale de Brest en 2005, avec : Christophe Lavergne, batterie, Nicolas Pointard, batterie, Mathieu Letournel, tuba, Philippe Champion, trompette, Christophe Rocher, clarinettes
- Trio: avec Edward Perraud, Paul Rogers et Christophe Rocher
- Extenz’O avec Edward Perraud, batterie, Olivier Benoit, Guitare, Christophe Rocher, Clarinettes, CD en 2008 sur le label Mz Records.
- Un Homme est Mort (créé au Quartz)[7],[8],[9]: BD-Concert avec Olivier Benoit, guitare, Jean-Philippe Morel, contrebasse et Sylvain Thévenard, électronique à partir de la bande dessinée "Un Homme est Mort" de Kris et Etienne Davodeau
- Nautilis (premier répertoire pour 8 musiciens) : pour l’écriture de ce programme, Christophe Rocher a bénéficié d’une commande d’état (CD en 2012 sur le Label MZ-Record), ce répertoire a marqué la création de l'Ensemble Nautilis que Christophe dirige encore aujourd'hui.
- Passage secret (création Fédération des scènes de jazz / JMF): Spectacle Jeune Public avec Elise Caron et Christofer Bjurström
- Bonadventure Pencroff [10],[11],[12]: Sextet franco américain avec Rob Mazurek (cornet), Jeb Bishop (trombone), Nicolas Pointard, batterie, Frédéric B.Briet, contrebasse, Christophe Rocher, clarinettes, Alexandre Pierrepont, fortune teller et quelques invités exceptionnels : Coco Elysée, voix, Ann E. Ward, voix, Mwata Bowden, sax, Ernest Dawkins, sax, Douglas R. Ewart, sax. (CD en 2014)
- Nos Futurs ?[13] : Triptyque avec Sylvain Thévenard Electronique et les 3 voix masculines de Mike Ladd, Beñat Achiary et Anne-James Chaton (Création à Lorient, CDDB Théatre de Lorient, L’estran, Guidel, MAPL, Smac de Lorient, Triple CD en 2016 sur le label Abalone)
- Regard de Breizh [14],[15],[16],[17]: Nautilis en grand ensemble sur les photos de Guy Le Querrec (création en collaboration avec Penn Ar Jazz, CD 2017 sur le label Innacor)
- Third Coast Ensemble - Wrecks (créé au Quartz SN de Brest et à la Dynamo de banlieues Bleues)[18]: composition Rob Mazurek, direction artistique Christophe Rocher (16 musiciens français et américains : Christophe Rocher, Rob Mazurek, Nicolas Peoc'h, Irvin Pierce, Philippe Champion, Steve Berry, Nicole Mitchell, Jeff Parker, Christofer Bjurström, Lou Mallozzi, Vincent Raude, Mazz Swift, Tomeka Reid, Frédéric B. Briet, Nicolas Pointard, Avreeyl Ra) (CD 2017 sur le label RogueArt)
- New Origin[19] : avec Joe Fonda et Harvey Sorgen, (CD sur le label Nottwo Records, tournées européennes et américaines en 2019)
- Cabaret Rocher[20],[21],[22]: en duo (Etienne Cabaret[23], clarinettes, Christophe Rocher, clarinettes) et octet (avec en plus, Hélène Labarrière, contrebasse, Régis Bunel, sax, Stéphane Payen, sax, Céline Rivoal, accordeon, Nicolas Pointard, batterie, Christelle Sery, guitare): CDs en 2020 et 2022 sur le label "Musiques Têtues Records, tournée en 2020 en duo et octet (Chine, France)
- Brain Songs (de 2018 à 2022) [24],[25],[26]: large projet Arts Sciences mêlant création musicale et neurosciences création pour les 8 musiciens de l'ensemble Nautilis en 2022 (Claudia Solal, voix, Stéphane Payen, sax, Christelle Sery, guitare, Céline Rivoal, accordéon, Christian Pruvost, trompette, Nicolas Pointard, batterie, Frédéric B.Briet, contrebasse, christophe Rocher, direction, composition et clarinettes), en collaboration avec le chercheur en neurosciences et Intelligence artificielle Nicolas Farrugia.
- Champs de Bataille (2021)[27]: Photo-concert sur les clichés de guerre de Yan Morvan avec Edward Perraud et Vincent Courtois[28].

### Collaborations marquantes
- The Bridge : organisation Franco-Américaine[29], « Sea Angels » avec Nicole Mitchell, Christian Pruvost, Lionel Garcin, Lisa E Harris[30].
- Circum Grand Orchestra[31],[32] (Direction artistique Olivier Benoit puis Christophe Hache) : de 2005 à 2015, 4 programmes différents en grand ensemble, 4 Cds
- Compagnie Lubat : Christophe intègre certains projets de la compagnie Lubat de 2004 à 2006
- Avec le pianiste Christofer Bjurström : nombreux ciné-concerts.

## Production
Christophe Rocher a créé l’association Penn Ar Jazz et l’Atlantique Jazz Festival à Brest, et en a assuré la direction artistique de 1997 à 2007. Il a organisé durant 10 ans les rencontres de musiques improvisées « Luisances » qui ont généré de nombreuses créations de musique improvisée en France et en Europe. Il est également à l’origine du label MZ Records.
Passionné de sciences, il explore les territoires de la recherche aux cotés par exemple d’Alexandre Pierrepont (Anthropologue et créateur de The Bridge) et de Nicolas Farrugia (Maitre de conférence à l'IMT Atlantique, chercheur transdisciplinaire en intelligence artificielle, neurosciences cognitives et musique au sein du Labsticc / CNRS) dans le but de créer des ponts entre sciences et musiques.

## Discographie sélective
- Oxyde de cuivre  "live au Fourneau" (PromoArt, 1995)
- Oxyde de cuivre "Au studio Toot" (PromoArt,1999)
- Closed Mountains (Jazzland, 2000)[36]
- On a marché sous la Pluie (Mz Records, 2000)
- Les Lèvres nues (Nûba/ Orkhêstra, 2003)
- Circum Grand Orchestra (CircumDisc 2005)
- Bjurström / Rocher (Mz Records 2005)
- Extenz'O [37]: Edward Perraud, Olivier Benoit, Christophe Rocher (Mz Records 2007)
- Esprit de Sel ,Hughes Germain (Césaré 2009)
- Le Disque Vert, Arnaud Le gouefflec (2009)[38]
- Carnet de croquis pour un voyageur immobile (Mz Record , Christofer Bjurström 2008)
- Le ravissemenent, Circum Grand Orchestra (CircumDisc 2010)
- Dale Cooper Quartet & the Dictaphones (Denovali Records et Diesel Combustibles, 2011)[39]
- Ookpik - Christofer Bjurström Quartet (Marmouzic 2011)[40]
- Feldspath (Circum Grand Orchestra + La Pieuvre) (CircumDisc 2012)[41]
- Nautilis (Mz Records 2012)[42]
- Bonadventure Pencroff (Mz Records 2013)[43]
- Circum Grand Orchestra "12" (CircumDisc 2014)[44]
- Regards de Breizh (Innacor 2016)[45],[46]
- Nos Futurs ?[47] (Abalone Production 2016)
- Moger Orchestra (Musiques Têtues, 2017)[48]
- Third Coast Ensemble / Rob Mazurek (RogueArt 2017)[49],[50]
- New Origin[51],[52] : Joe Fonda, Harvey Sorgen, Christophe Rocher (Notwo 2019)
- Cabaret Rocher « la marche des lucioles » (Musiques Têtues, 2020)[53],[54],[55]
- Cabaret Rocher 8tet « Pa ri ti to, to pa ri ti» (Musiques Têtues, 2022)[56],[57]

## Spectacles et musiques pour l’image
- 49° Sud- Nature australe (documentaire de Sébastien Thiébaut, co-production Aque Sapiens, Océanopolis)
- Brest-Alger (documentaire de Toinon Maguerez, Paris Brest Production)
- Tea Time Couple, création de la danseuse Christine Rougier, compagnie Biwa
- Vietnam la trahison des médias (documentaire de Patrick Barberis, Zadig Production, ARTE)
- Passage Secret (spectacle Jeune Public avec Christofer Bjurström, Elise Caron)
- Les lêvres nues « mais ce démon qui me décourage » (Spectacle Art Brut avec Pascale Labbé)
- Les Onze Diables (Ciné-concert, Stéphan Orins)
- Dérangés par les oiseaux (émission Tapage Nocturne de Bruno Letord, France Culture)
- The first Lie (documentaire, « des racines et des ailes », France TV)
- Heureux ! (Cabaret sur des Textes d’Hanock Levin, compagnie Marmouzic)